# Кошалин
Коша́лин (пол. Koszalin [kɔˈʂalin], кашуб. Kòszalëno), ранее Кёсли́н (нем. Köslin [kœsˈliːn]) — город в Польше, в Западно-Поморском воеводстве. Расположен в 5 км от побережья Балтийского моря в северо-западной Польше, второй по населению в Западно-поморском воеводстве.
Город является крупным культурным центром в регионе. В городе есть театры, кинотеатры, концертный зал, амфитеатр, музеи, аквапарк, также развитая сеть спортивных центров. В городе часто проходят фестивали народного творчества. Город имеет собственные средства массовой информации и ряд высших учебных заведений.
Кошалин является одним из крупнейших центров хозяйствования на Поморье.

## История
Основан в XI веке. В 1266 году получил статус города.

## География
Расположен в воеводстве Западное Поморье (или Западная Померания).

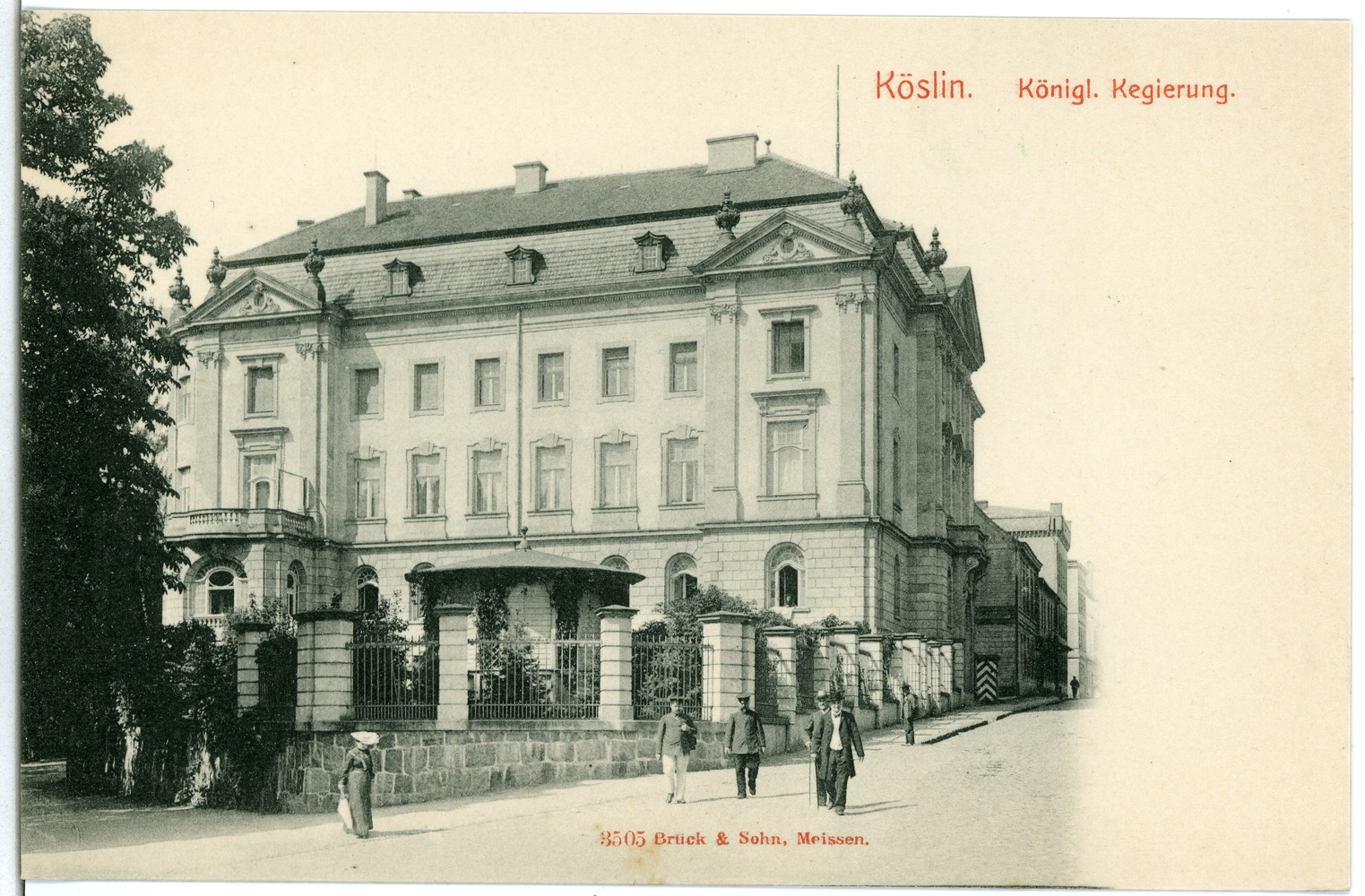
Правительственное здание в Кёслине (1903)

Город расположен к югу от озера Ямно. Кошалин является крупнейшим городом Среднего Поморья Польши.
В 1815—1945 годах город был резиденцией немецкого Кёслинского регентства. В 1945 году взят советскими войсками под командованием маршала Константина Рокоссовского. В 1946—1950 относился к Щецинскому воеводству Польши. С 1950 до 1998 года был столицей Кошалинского воеводства. С 1999 года находится в северной части Западно-поморского воеводства.
Климат Кошалина формируется под воздействием воздушных масс с Атлантического океана, характеристики которых изменяются по окрестностям и на разнице высот в районе Балтийского моря на границе между Западно-балтийским и Поморским приозерье.
Зима здесь мягкая и короткая; низкая средняя температура воздуха бывает только в январе и феврале. Весна длинная и холодная. Кроме того, здесь летом прохладнее, чем в центральной Польше. Характерно небольшое количество жарких дней. Осень долгая и тёплая, гораздо теплее, чем весна.
Почти 40 % городской территории занимают парки, старейший из которых был заложен ещё в 17 веке.

## Население
Население — 109 307 жителя (2013 год).

## Экономика
В городе есть производство полупроводников, автомобильных частей, электротехнического и строительного оборудования; деревообрабатывающая (в том числе мебельная) и пищевая промышленность (особенно рыбная); льнозавод, производство промышленного стекла.

## Достопримечательности

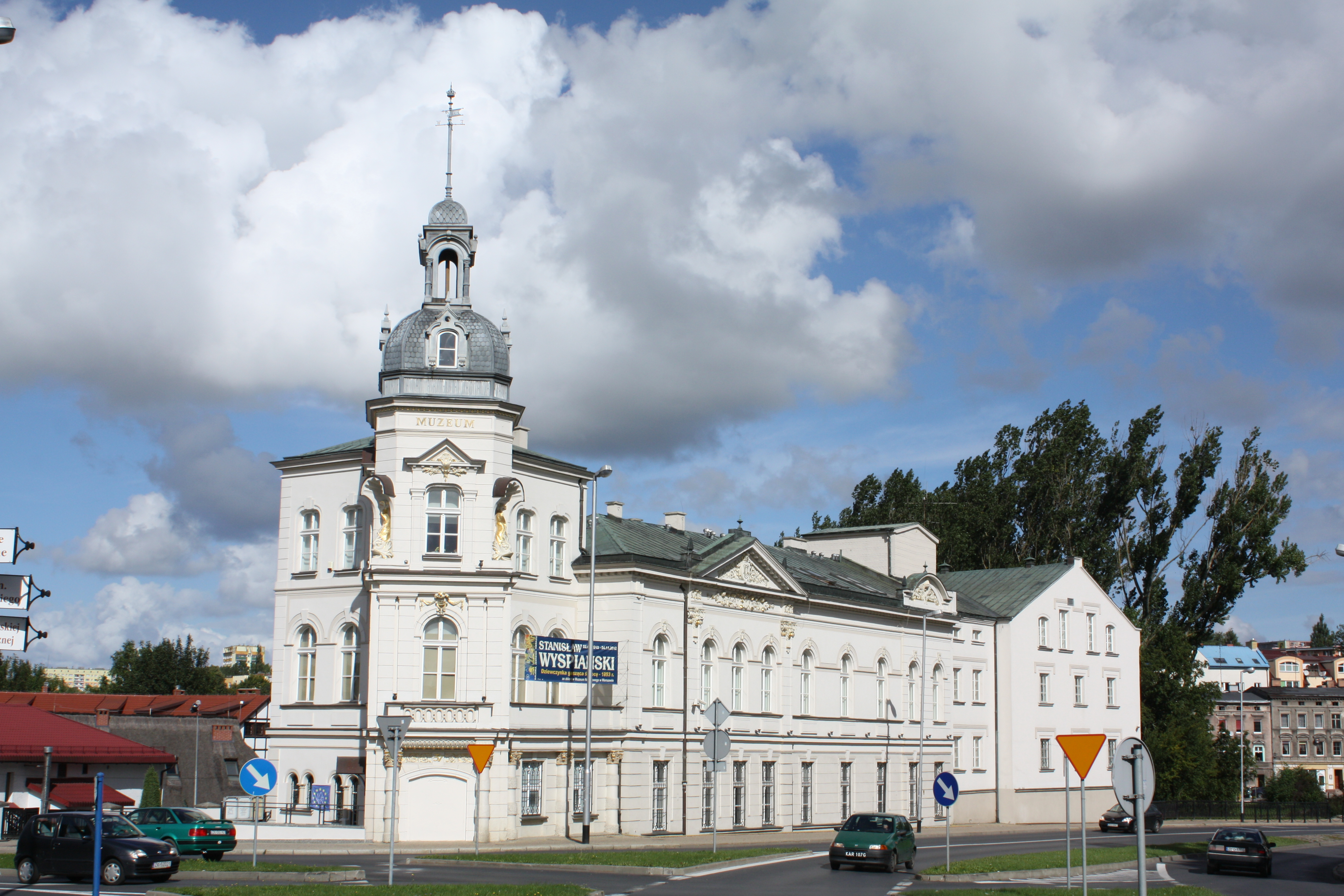
Кошалинский музей

Город граничит с Хелмской горой (польск. Góra Chełmska), местом языческого поклонения в доисторические времена, на котором сейчас построена башня «святилище завета», освященная Папой Иоанном Павлом II в 1991 г. Также на холме расположена смотровая башня. У входа в святилище находится памятник польским ноябрьским повстанцам 1831 г.
Самой отличительной достопримечательностью Кошалина является готический собор Святой Марии, построенный в начале 14 века. Перед собором находится памятник, посвященный визиту Иоанна Павла II в город.
Другие достопримечательности города: Парк герцогов Померании (Park Książąt Pomorskich), Кошалинский музей, главпочтамт, Дворец бракосочетаний 16-го века и Культурный центр 105 (Centrum Kultury 105).
- Музей Владимира Высоцкого. Директор музея — Марлена Зимна.

В городе также есть памятники, посвященные польским национальным героям: Юзефу Пилсудскому, Владиславу Андерсу, Казимежу Пуласкому, Владиславу Сикорскому, а также памятники польским поэтам XIX века Киприану Норвиду и Адаму Мицкевичу.

## Персоналии
- Андре, Александр (1888—1979) — немецкий военачальник, генерал артиллерии, генерал авиации, в годы Второй мировой войны — военный губернатор греческого острова Крит. Политический деятель ФРГ. Военный преступник.
- Бейцке, Генрих-Людвиг (1798—1867) — немецкий историк, военный писатель.
- Бояр-Фиалковский, Грациан (1912—1984) — польский историк и писатель.
- Каминьский, Марек (род. 1964) — польский путешественник, полярник, писатель.
- Клаузиус, Рудольф Юлиус Эммануэль (1822—1888) — немецкий физик, механик и математик.
- Кулён, Кляудя (род. 1992) — польская шахматистка, гроссмейстер среди женщин.
- Новарра, Вальтрауд (1940—2007) — немецкая шахматистка, международный мастер среди женщин.
- Павловский, Войцех (род. 1993) — польский футболист. Игрок молодёжной сборной Польши.
- Хильдебранд, Фридрих Герман Густав (1834—1915) — немецкий ботаник, профессор.

## Города-побратимы
Кошалин состоит в дружеских взаимоотношениях со следующими городами-побратимами:
- Альбано-Лациале (с 2008)
- Бурж (с 1999)
- Гладсаксе (с 1990)
- Ивано-Франковск (с 2010)
- Кристианстад (с 2004)
- Лида (с 1993)
- Нойбранденбург (с 1987)
- Ноймюнстер (с 1990)
- Сейняйоки (с 1988)
- Темпельхоф-Шёнеберг (Берлин) (с 1995)
- Фучжоу (с 2007)
- Шведт (с 2004)